# Model parametryczny
Modele parametryczne – w identyfikacji procesów, modele o ściśle zdefiniowanej strukturze.
Identyfikacja takich modeli zazwyczaj rozpoczyna się od etapu identyfikacji samej struktury, gdyż od niej bezpośrednio zależy liczba parametrów, których wartości będzie trzeba wyznaczyć na dalszym etapie (dla niektórych zastosowań, na przykład dla syntezy regulatora adaptacyjnego, wystarcza samo określenie struktury). Po wyznaczeniu struktury modelu, sam etap wyznaczania wartości parametrów nazywa się często etapem estymacji parametrów dla podkreślenia, że jest to jedynie jeden z końcowych etapów całego procesu identyfikacji.
Przeciwieństwem modeli parametrycznych są modele nieparametryczne.

## Modele sygnałów i obiektów
Do parametrycznych modeli sygnałów opisanych ciągami czasowymi zalicza się następujące modele:
- Model AR – model autoregresyjny,
- Model MA – model w postaci średniej ruchomej,
- modele biliniowe.

Do parametrycznych modeli wejściowo-wyjściowych obiektów zalicza się następujące modele:
- MAX (ang. Moving Average eXogenous),
- ARX (ang. Auto-Regresive eXogenous),
- ARMAX (ang. Auto-Regresive Moving Average eXogenous),
- model Boxa-Jenkinsa,
- ARIX (ang. Auto-Regresive Integrated eXogenous),
- model w postaci sieci neuronowej.

## Metody identyfikacji
Podstawowymi metodami identyfikacji modeli parametrycznych są:
- metoda LMS,
- metoda najmniejszych kwadratów (MNK),
- rekurencyjna metoda najmniejszych kwadratów (RMNK).